# Sint-Salvatorkerk (Wieze)

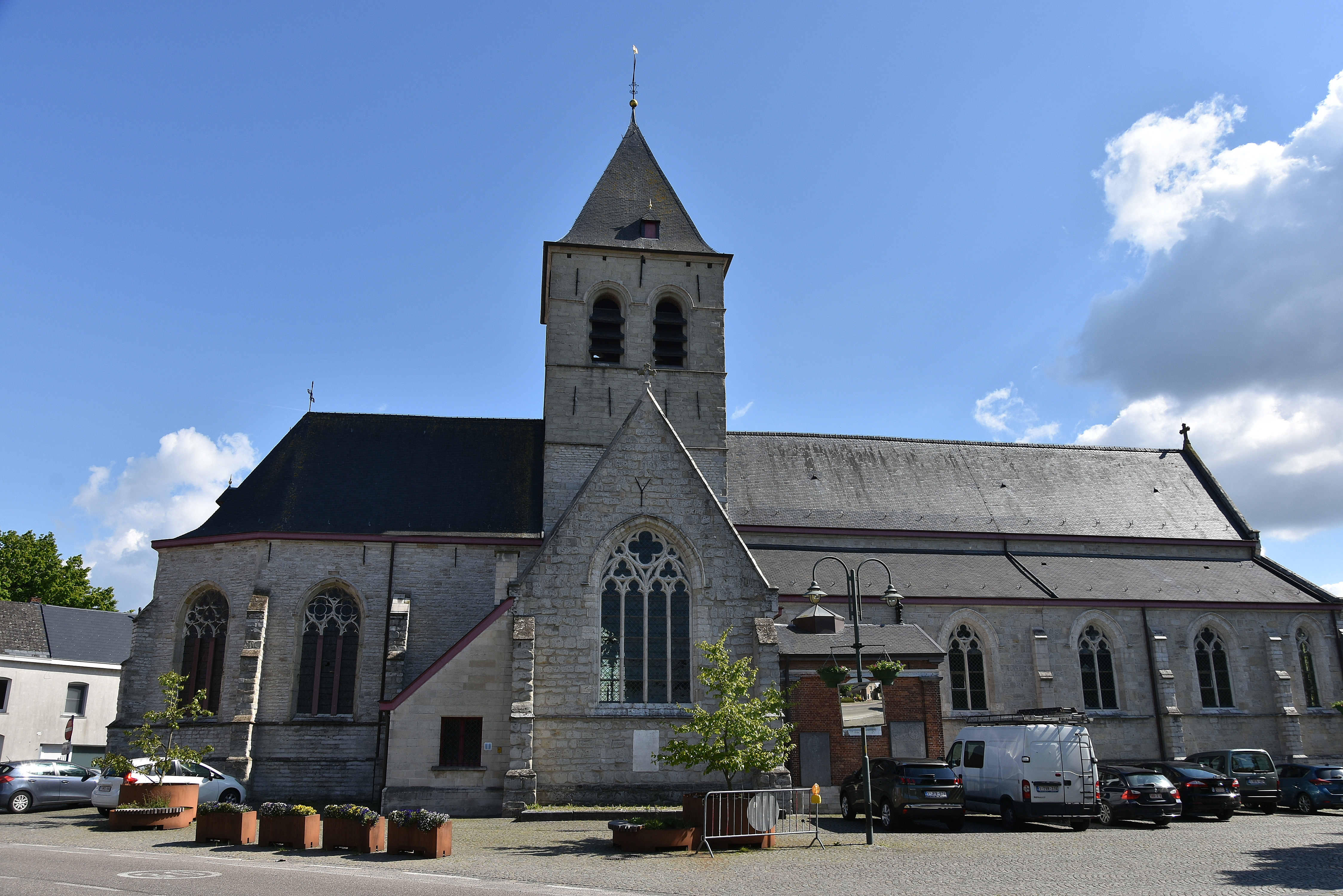
De Sint-Salvatorkerk

De Sint-Salvatorkerk is een laatgotisch kerkgebouw in de Belgische deelgemeente Wieze.

## Bouwgeschiedenis
De kerk wordt het eerst vermeld in een document uit 1105 waarin bisschop Odo van Doornik van Kamerijk verwijst naar onder meer de kerk van Wieze en schonk ze aan de abdij van Affligem die net was gesticht. De abdij verwierf hierdoor het patronaatsrecht en een deel van de tiende.
Het huidige kerkgebouw, waarvan de kern uit de 14e of 15e eeuw stamt, is volledig opgebouwd uit Balegemse steen met uitzondering van de traptoren. Anno 2019 zijn er geen sporen teruggevonden van een oudere, mogelijk romaanse kerk. Daarvoor ontbreekt nog steeds een grondig archeologisch of bouwhistorisch onderzoek. In 2000 vond men in het centrum van het dorp bouwfragmenten die kunnen wijzen op een bouwplaats dichter bij de oude Denderweg.
Een aantal herstellingen en verbouwingen volgden elkaar op in zowel de 16e als 17e eeuw. Die waren het gevolg van vernielingen in 1578 door Gentse calvinisten en in 1667 door Fransen onder Lodewijk XIV. De financiën voor de bouwwerken kwamen van de dorpsheer, de baljuw of de abdij van Affligem. De Gentse architect August Van Assche verlengde de kerk naar het westen met anderhalve travee, verving de stenen gewelven opnieuw door houten, onder meer in functie van het nieuwe grote kerkorgel.
De huidige plattegrond vertoont een driebeukig schip van vijf traveeën en uitspringende transepten van één travee. De vieringtoren is vierkant en het koor heeft een driezijdige apsis.
Anno 2019 is het kerkhof dat de kerk omringde verdwenen.
Sedert 2022 is het kerkgebouw niet meer in gebruik.

## Orgel
Het orgel werd gebruikt tijdens de Mis elke zondag om 9.30. Joseph Merklin bouwde het orgel in 1861-1862, omdat de burggraaf Ch. de Clerque Wissocq een royaal huisorgel wou hebben. Het werd dus eerst in de woning van de burggraaf geplaatst. Toen dat de burggraaf stierf werd het geschonken aan de kerk van Wieze.